# Wymysłowo (powiat kościański)
Wymysłowo – osada w Polsce położona w województwie wielkopolskim, w powiecie kościańskim, w gminie Krzywiń.
W okresie Wielkiego Księstwa Poznańskiego (1815-1848) miejscowość wzmiankowana jako folwark Wymysłowo należała do wsi mniejszych w ówczesnym pruskim powiecie Kosten rejencji poznańskiej. Folwark Wymysłowo należał do okręgu krzywińskiego tego powiatu i stanowił część majątku Jurkowo, którego właścicielem był wówczas (1846) Kajetan Morawski. Według spisu urzędowego z 1837 roku folwark Wymysłowo liczył 26 mieszkańców, którzy zamieszkiwali dwa dymy (domostwa).
W latach 1975–1998 miejscowość administracyjnie należała do województwa leszczyńskiego.